# زبان بالیایی
زبان بالی یا بالیایی یکی از زبان‌های مالایو-پلینزیایی است که ۳٫۳ میلیون گویشور در بخش‌هایی از اندونزی شامل جزیره بالی، شمال جزیره پنیدا، غرب لومبوک و شرق جاوه دارد. بیشتر گویشوران بالیایی زبان اندونزیایی را نیز می‌دانند. عکس آن متقابلاً برقرار نیست؛ ولی جاوه‌ای زبان‌ها پس از مدت کوتاهی می‌توانند آن را بفهمند.
طبق تخمین سازمان فرهنگ بالی در سال ۲۰۱۱، کمتر از ۱ میلیون نفر از مردم جزیره بالی در کاربرد روزمره از زبان بالیایی بهره می‌برند. در محیط‌های شهری والدین تنها از زبان اندونزیایی یا حتی انگلیسی استفاده می‌کنند و محا‌ورات روزانه به این زبان در مؤسسات و رسانه‌ها انجام نمی‌شود. شکل نوشتاری این زبان بیش از پیش ناآشنا می‌شود و بیشتر بالیایی‌ها تنها در ارتباطات زبانی و آن هم به صورت مخلوط با اندونزیایی این زبان را به کار می‌برند؛ ولی در محیط‌های مهاجرنشین خارج از جزیره، زبان بالیایی کاربرد گسترده‌ای دارد و این محیط‌ها نقش مهمی در زنده ماندن این زبان ایفا می‌کند.
گونه‌های بالاتر این زبان به شدت وام‌دار زبان جاوه‌ای است؛ زیرا گونه‌ای کهن از جاوه‌ای به نام کاوی به عنوان زبان مذهبی در بالی به کار می‌رود.

## آواشناسی

### واکه‌ها
|       | پیشین | مرکزی | پسین |
| ----- | ----- | ----- | ---- |
| بسته  | i     |       | u    |
| متوسط | e     | ə     | o    |
| باز   |       | a     |      |

### همخوان‌ها
|                 | لبی | لبی | لثوی | لثوی | کامی | کامی | نرم‌کامی | نرم‌کامی | گلویی | گلویی |
| --------------- | --- | --- | ---- | ---- | ---- | ---- | ------- | ------- | ----- | ----- |
| خیشومی          |     | m   |      | n    |      | ɲ    |         | ŋ       |       |       |
| انسدادی/انسایشی | p   | b   | t    | d    | tʃ   | dʒ   | k       | g       |       |       |
| سایشی           |     |     | s    |      |      |      |         |         | h     |       |
| ناسوده          |     | w   |      | l    |      | j    |         |         |       |       |
| لرزشی           |     |     |      | r    |      |      |         |         |       |       |

### تکیه
تکیه بر هجای آخر قرار می‌گیرد.

## نوشتن
دو الفبا برای نوشتن بالیایی به کار می‌رود: خط بالیایی و در دوران نوین خط لاتین.

### خط بالیایی
خط بالیایی نوعی ابجد است که از خط براهمی هند مشتق شده‌است. نخستین نسخه‌های نوشته شده به این خط به سده یازدهم میلادی بازمی‌گردد.
اکنون افراد کمی با این خط آشنایی دارند. خط بالیایی تقریباً با خط جاوه‌ای یکسان است.

### الفبای لاتین
در حال حاضر مدارس بالی از نوعی الفبای لاتین استفاده می‌کنند.

## نگارخانه

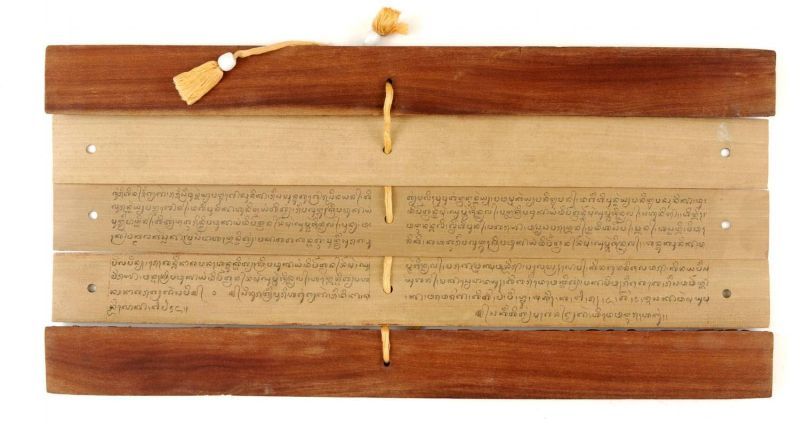
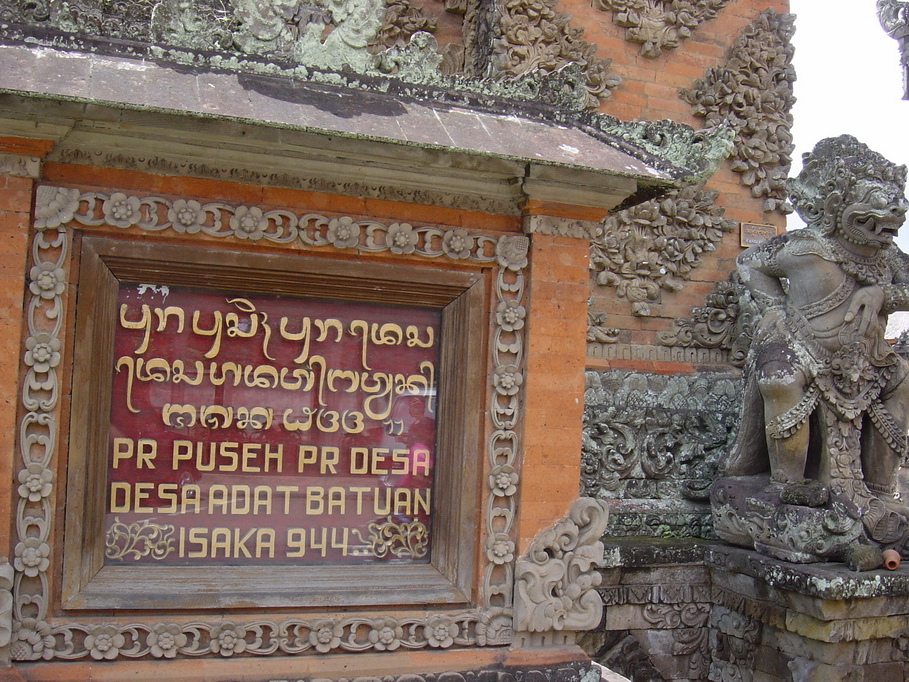
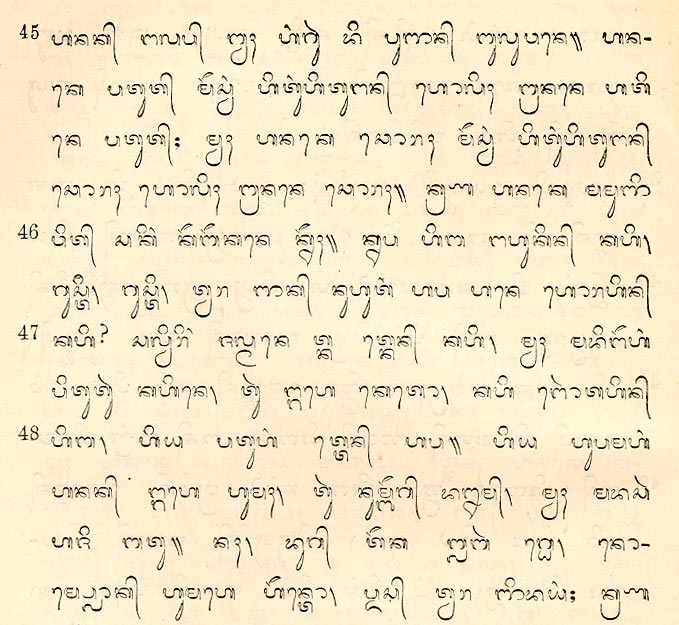
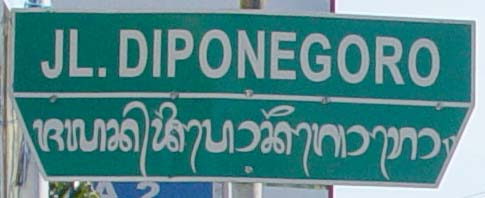
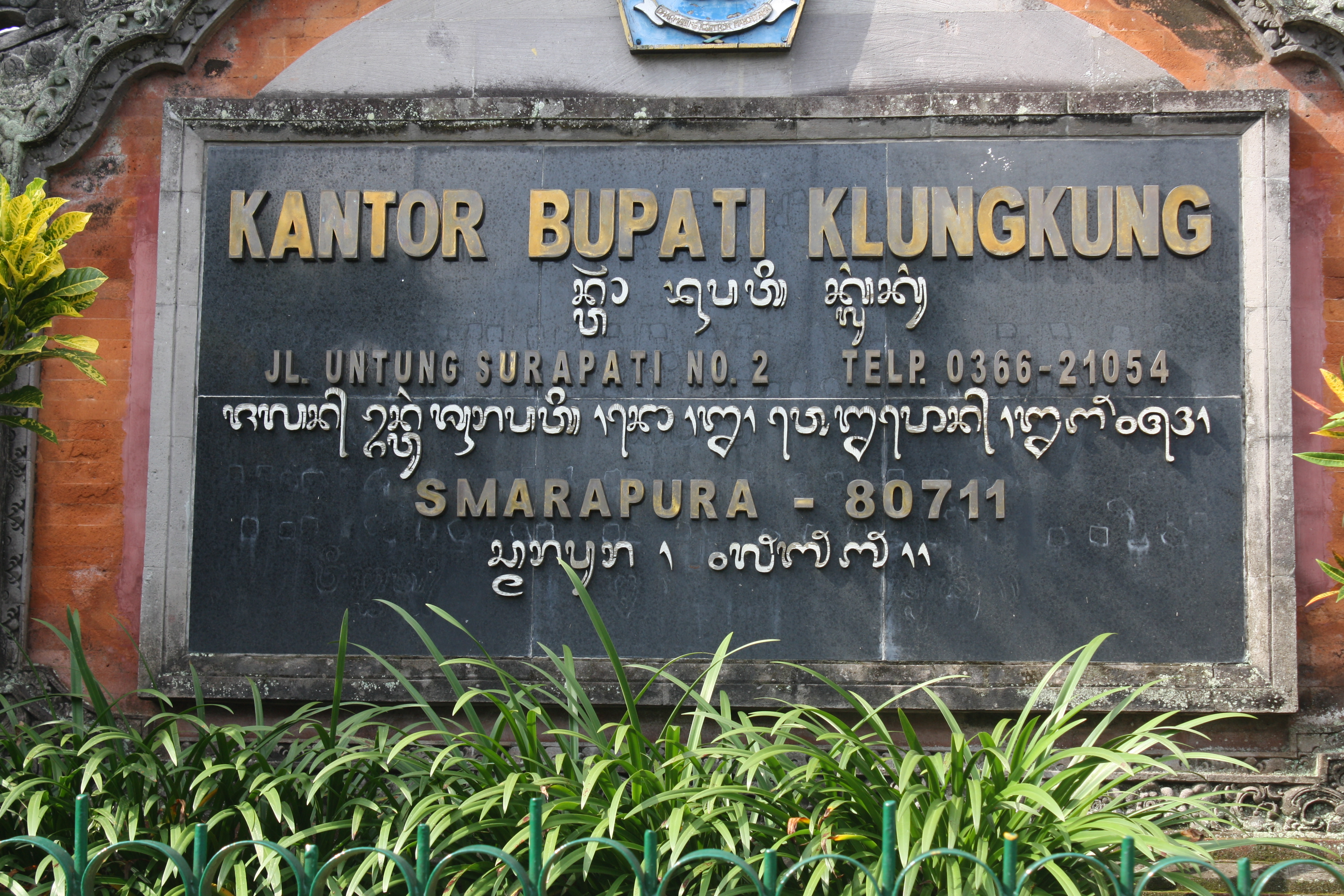